# Lenda da Amorosa
Lenda da Amorosa trata-se de uma lenda do folclore Fluminense, difundida na região da Bacia Hidrográfica do Rio Macabu, em especial no município de Conceição de Macabu, interior do estado do Rio de Janeiro.

Ipojucam e Jandira eram índios sacurus que viviam em diferentes tribos. Ele, caçador  afamado, vivia com sua comunidade na parte alta, onde os rios Carukango e Vermelho se unem. Jandira, conhecida pelas redes e cestas de palha que fazia usando a folha seca da macaúba, vivia com sua comunidade na parte baixa, onde existe até hoje um grande bambuzal. Desde jovens se conheciam, brincando entre as pedras do rio, banhando-se na cachoeira. Ela fazia para ele belos cestos de caça, ele trazia para ela os mais diferentes animais. Um dia, Ipojucam caçava para Jandira quando encontrou um estranho rastro, uma pegada humana, que ele seguiu até um imenso tronco oco. Lá dentro dormia um estranho ser, que parecia um pequeno índio, mas era muito cabeludo e tinha os pés voltados para trás. Ipojucam, curioso, acordou a criatura, que assustada montou num caititu que passava nas redondezas e sumiu mata adentro. Ipojucam seguiu a criatura até deparar-se com ela às margens de um regato.
-Quem é você ? Perguntou Ipojucam.
-Sou o Curupira, defensor da mata e dos animais. Por que você não me matou enquanto eu dormia ?
-Por que não costumo matar seres indefesos, só enfrento quem pode me enfrentar.
- Você é esperto, garoto, não gosto de caçadores, mas você não caça, você enfrenta os animais dando-lhes oportunidade. Fique com Tupã.
E o Curupira sumiu pela floresta montado em seu caititu. Os anos se passaram, Jandira e Ipojucam cresceram belos e fortes. Como era de se esperar, enamoraram-se, tornaram-se noivos, até que os pajés das duas tribos marcaram o casamento para a primeira noite de lua cheia de novembro. Na véspera do casamento, pela manhã, Ipojucam ofereceu uma bela caça a Tupã, como se pedisse as bênçãos pelas núpcias. Anhangá, o maligno deus da morte dos sacurus, que invejava a destreza e a inteligência de Ipojucam, desde que ouvira falar do jovem através do Curupira, surgiu para ele na forma de uma onça branca  e o desafiou para uma luta de caça.
Com destreza, Ipojucam derrotou a onça, ferindo-a de morte no peito. Irritado, Anhangá ressuscitou o animal, levando Ipojucam a persegui-lo até a cachoeira onde Jandira colhia palha para fazer sua rede nupcial. Quando Anhangá, na forma da onça branca, avistou Jandira, resolveu atacá-la para vingar-se de Ipojucam. Quando percebeu o ataque, Jandira gritou por Ipojucam, que vinha em perseguição à onça, este imediatamente investiu sua lança contra o animal, trespassando-o mortalmente. Imediatamente, Anhangá, humilhado pela derrota que seu animal sofrera, transformou-se numa tromba d’água arrastando Jandira e Ipojucam para as profundezas da cachoeira, que passou a se chamar  "Amorosa".